# Calophyllum robustum
Espèce
Statut de conservation UICN

 VU B1+2abcde : Vulnérable
Calophyllum robustum est une espèce de plantes à fleurs de la famille des Clusiaceae, selon la classification classique, des Calophyllaceae, selon la classification phylogénétique.

## Publication originale
- Australian Journal of Botany 22: 392. 1974.